# ステキな日曜日〜Gyu Gyu グッデイ!〜
「ステキな日曜日〜Gyu Gyu グッデイ!〜」（ステキなにちようび ギュ ギュ グッデイ!）は芦田愛菜の1枚目のシングル。2011年10月26日にユニバーサル ミュージック合同会社から発売された。

## 概要
芦田愛菜と鈴木福のユニットによるシングル「マル・マル・モリ・モリ!」がヒットし、同曲の人気が継続している中、2011年9月14日、芦田のソロデビューが発表された。同月22日、イトーヨーカドー木場店（東京都江東区）で本シングル表題曲が初披露された。楽曲のレコーディングは表題曲・カップリング曲ともに2011年8月下旬に2日間かけて行われ、表題曲のミュージックビデオは9月上旬に東京都のハウススタジオで撮影された。
表題曲のテーマは「おでかけ」であり、ダンスの振り付けは「マル・マル・モリ・モリ!」と同じく濱田“Peco”美和子が担当している。
初回生産限定盤（CD+DVD）、通常盤（CDのみ）の2種類がリリースされた。

## チャート成績
2011年11月7日付オリコン週間シングルチャートで初登場4位を記録した。芦田は発売時7歳4か月であり、ソロ歌手の同チャートにおける初登場TOP10入りの最年少記録を更新した（それまでの記録は1987年3月30日付の後藤久美子「teardrop」であり、13歳0か月で初登場3位でのTOP10入り）。日本人のソロ歌手においては、初登場でないTOP10入りを含めても1969年11月10日付の皆川おさむ「黒ネコのタンゴ」（1位・6歳9か月）に続く史上2位の記録であり、さらに女性ソロでは最年少記録を35年3か月ぶりに更新した（それまでの記録は1976年8月2日付の斎藤こず恵「山口さんちのツトム君」であり、8歳9か月で6位でのTOP10入り）（なお、日本人以外の歌手を含めると皆川以外に芦田より年齢が低い歌手でTOP10入りを果たしているのが、1970年5月11日付でジミー・オズモンド「ちっちゃな恋人」が7歳0か月で9位にランクインしている）。

## 収録曲
1. ステキな日曜日〜Gyu Gyu グッデイ!〜 [4:18]
作詞：浅利進吾・渡辺なつみ、作曲：浅利進吾、編曲：h-wonder
キーボード、プログラミング：h-wonder、浅利進吾
エレクトリック・ギター：川端良征
コーラス：芦田愛菜、押谷沙樹
  - セブン&アイ・ホールディングス「秋のおでかけフェア」タイアップソング
  - フジテレビ系『志村軒』2011年10月度エンディングテーマ
2. ピカピカウサギのマーチ [3:41]
作詞・作曲・編曲：かの香織
ベル、トライアングル、タンブリン、キーボード、プログラミング：かの香織
共同プログラミング：すさきふみお
コーラス：芦田愛菜、バンビーナ
3. ステキな日曜日〜Gyu Gyu グッデイ!〜（カラオケ）
4. ピカピカウサギのマーチ（カラオケ）

DVD
- ステキな日曜日〜Gyu Gyu グッデイ!〜（MUSIC VIDEO）
- ステキな日曜日〜Gyu Gyu グッデイ!〜 愛菜ちゃんの振り付き映像（テレビサイズ）
コレオグラファー：濱田“Peco”美和子

## カバー
ステキな日曜日〜Gyu Gyu グッデイ!〜
- 並木のり子（ケイエスクリエイト版カバー。2011年12月12日発売『だいすき! こどものうたベスト』（KCF-233）収録）